# Chili op de Olympische Winterspelen 2022
Chili was een van de deelnemende landen aan de Olympische Winterspelen 2022 in Peking, China.

## Deelnemers en resultaten

### Alpineskiën
Maximaal vier deelnemers per onderdeel
Mannen
| Naam             | Onderdeel  | 1e run  | 1e run | 2e run         | 2e run         | Totaal         | Totaal         |                |
| Naam             | Onderdeel  | Tijd    | Rang   | Tijd           | Rang           | Tijd           | Rang           |                |
| ---------------- | ---------- | ------- | ------ | -------------- | -------------- | -------------- | -------------- | -------------- |
| Henrik von Appen | Combinatie | 1:46,51 | 18     | niet gefinisht | niet gefinisht | niet geplaatst | niet geplaatst | niet geplaatst |
| Henrik von Appen | Afdaling   | n.v.t.  | n.v.t. | n.v.t.         | n.v.t.         | 1:47,69        | 32             |                |
| Henrik von Appen | Super G    | n.v.t.  | n.v.t. | n.v.t.         | n.v.t.         | 1:23,55        | 27             |                |

Vrouwen
| Naam            | Onderdeel    | 1e run         | 1e run         | 2e run         | 2e run         | Totaal         | Totaal         |
| Naam            | Onderdeel    | Tijd           | Rang           | Tijd           | Rang           | Tijd           | Rang           |
| --------------- | ------------ | -------------- | -------------- | -------------- | -------------- | -------------- | -------------- |
| Emilia Aramburo | Reuzenslalom | 1:07,71        | 49             | 1:08,61        | 44             | 2:16,32        | 42             |
| Emilia Aramburo | Slalom       | niet gefinisht | niet gefinisht | niet geplaatst | niet geplaatst | niet geplaatst | niet geplaatst |

### Freestyleskiën
Big air & Slopestyle
| Naam            | Onderdeel      | Kwalificatie | Kwalificatie | Kwalificatie | Kwalificatie | Kwalificatie | Finale         | Finale         | Finale         | Finale         | Finale |
| Naam            | Onderdeel      | Run 1        | Run 2        | Run 3        | Beste        | Rang         | Run 1          | Run 2          | Run 3          | Beste          | Rang   |
| --------------- | -------------- | ------------ | ------------ | ------------ | ------------ | ------------ | -------------- | -------------- | -------------- | -------------- | ------ |
| Dominique Ohaco | Big air (v)    | 60,25        | 11,25        | 66,25        | 126,50       | 16           | niet geplaatst | niet geplaatst | niet geplaatst | niet geplaatst | 16     |
| Dominique Ohaco | Slopestyle (v) | 17,28        | 44,85        | n.v.t.       | 44,85        | 22           | niet geplaatst | niet geplaatst | niet geplaatst | niet geplaatst | 22     |

### Langlaufen
Maximaal vier deelnemers per onderdeel
Lange afstanden
Mannen
| Naam                     | Onderdeel             | Uitslag | Uitslag |
| Naam                     | Onderdeel             | Tijd    | Rang    |
| ------------------------ | --------------------- | ------- | ------- |
| Yonathan Jesús Fernández | 15 km klassieke stijl | 50:36,6 | 91      |

Sprint
Mannen
| Naam                     | Onderdeel | Kwalificatie | Kwalificatie | Kwartfinales   | Kwartfinales   | Halve finales  | Halve finales  | Finale         | Finale |
| Naam                     | Onderdeel | Tijd         | Rang         | Tijd           | Rang           | Tijd           | Rang           | Tijd           | Rang   |
| ------------------------ | --------- | ------------ | ------------ | -------------- | -------------- | -------------- | -------------- | -------------- | ------ |
| Yonathan Jesús Fernández | Sprint    | 3:26,12      | 85           | niet geplaatst | niet geplaatst | niet geplaatst | niet geplaatst | niet geplaatst | 85     |

Albanië · Amerikaans-Samoa · Amerikaanse Maagdeneilanden · Andorra · Argentinië · Armenië · Australië · Azerbeidzjan · België · Bolivia · Bosnië en Herzegovina · Brazilië · Bulgarije · Canada · Chili · China · Chinees Taipei · Colombia · Cyprus · Denemarken · Duitsland · Ecuador · Eritrea · Estland · Filipijnen · Finland · Frankrijk · Georgië · Ghana · Griekenland · Groot-Brittannië · Haïti · Hongarije · Hongkong · Ierland · IJsland · India · Iran · Israël · Italië · Jamaica · Japan · Kazachstan · Kirgizië · Kosovo · Kroatië · Letland · Libanon · Liechtenstein · Litouwen · Luxemburg · Madagaskar · Maleisië · Malta · Marokko · Mexico · Moldavië · Monaco · Mongolië · Montenegro · Nederland · Nieuw-Zeeland · Nigeria · Noord-Macedonië · Noorwegen · Oekraïne · Oezbekistan · Oost-Timor · Oostenrijk · Pakistan · Peru · Polen · Portugal · Puerto Rico · Roemenië · San Marino · Saoedi-Arabië · Servië · Slovenië · Slowakije · Spanje · Thailand · Trinidad en Tobago · Tsjechië · Turkije · Verenigde Staten · Wit-Rusland · Zuid-Korea · Zweden · Zwitserland
Russische ploeg